# 林約希
林約希（1994年—），是香港前任行政長官林郑月娥次子，英国剑桥大学数学系毕业。2014年前后，林兆波与长子林节思从英国返回香港，幼子林约希在英国剑桥大学继续完成学业。後在美國哈佛大學攻讀數學博士。2021年5月，《香港01》報導，林約希已獲法國高等科學研究所及美國史丹福大學聘請，秋季起出任博士後研究員，或最遲2022年需返回美國。

## 经历

### 代表英國出戰奧數
2011及2012年，林約希曾兩度代表英國國家隊參加國際數學奧林匹克（IMO）比賽，贏得榮譽獎及銀獎，並在獲獎時展開英國國旗與其他得獎者合照。

### 母親成為香港特首後
2017年3月25日，大公報報道林郑月娥二儿子林约希用英文撰写支持短讯，并晒出林太与约希的温馨合照。约希在短讯中称，抱歉未能在行政长官选举日回港，但虽不能亲身出席如此重要的场合，但会在精神上支持母亲。林约希的短讯中提及，2016年12月得悉母亲要参加行政长官竞选，便知道这一个决定对母亲及父亲带来很多牺牲，但母亲决定要为香港付出，情况正如母亲过去一直坚定为香港服务一样。约希又指，相信母亲一定会尽全力为港人服务，正如他以往孤独及迷失的时候，母亲会陪伴他一样。约希最后祝福母亲一切顺利，并称永远是母亲的头号支持者。

### 數學研究
林約希在美國哈佛大學攻讀數學博士，自述研究方向為算術幾何，包括卡拉比-丘簇和志村簇。哈佛大學其中一名教導博士生的哈佛導師，為美籍華人數學家丘成桐（知名於微分幾何），但林約希在個人網站中介紹的博士導師為Mark Kisin而並非丘成桐。壹週刊認為林約希過去的論文不少作品都是研究丘成桐的卡拉比–丘流形理論，但林的導師Mark Kisin的研究卻屬於另一方向。林於2021年9月至12月往法國高等科學研究所任博士後研究員，研究方向為數論、代數幾何、算術幾何。

### 因林郑月娥被制裁而離开美國
2020年8月8日，美國財政部宣佈《第13936號行政命令》，將林郑月娥等人列入《特別指定國民和被封鎖人員》通輯名單進行制裁。《傳真社》報道，正在美國修讀博士學位的行政長官林鄭月娥幼子林約希，因「家有急事」返回香港。而在波士頓的業主表示林約希一直失聯，行蹤不明。
2020年10月，壹週刊發現，林約希在其哈佛研究生個人網站中指出，自己將於2020年秋季投身職場，正好與同年6月，北京市政府邀請丘成桐成立「北京雁棲湖應用數學研究院」的時間點不謀而合，壹週刊猜測林約希因母親林鄭月娥被美國制裁而逃離美國後，很大機會將會跟隨丘成桐在中國大陸發展。
2020年11月，南華早報訪問林鄭，林鄭提到她因被美國制裁而不能使用銀行戶口，記者立即問她其家人是否也是同樣諸多不便，林鄭回應「不止那樣」，然後閉上眼睛說：「我不想詳細講。」。
2021年1月，林約希透過Zoom參與一網上學術交流會，被發現背景與香港禮賓府有不少相似之處，他聲稱自己身在香港。
2021年5月，林約希於哈佛大學個人網頁上宣布，已獲美國史丹福大學及法國高等科學研究所聘用，於秋天出任博士後研究員，亦意味他已取得哈佛大學數學博士學位。